# Koffein (film)
Koffein, svensk kortfilm, komedi, musikal från 2007.

## Handling
Koffein handlar om en medelålders kvinna som lever ett stressigt karriärsliv. För att klara av stressen så har hon blivit beroende av kaffe. Filmen utspelar sig den dag som hon inte får tag på sitt kaffe och följer henne på jakt efter dagens koffein. På vägen möter hon allt från sin irriterade granne till sin helt oväntat gospelsjungande chef.

### Om filmen
Regisserad av Henrik JP Åkesson och Mattias Olsson. Filmen hade publikpremiär i Sverige den 15 oktober 2006 på Norrköpings filmfestival. Filmen visades ej efter detta utan genomgick en omklippning och ljudbearbetning för att få nypremiär i en ny director's cut.
Från manus till färdig film tog det 26 månader (maj 2005 - juni 2007) att producera "Koffein: director's cut". Filmen hade en totalbudget på strax under 100 000 SEK och alla skådespelare medverkade utan gage.
Koffein: director's cut hade galapremiär i Karlskrona på First Hotel Statt den 17 augusti 2007 med över hundratalet gäster. Peter Harryson var på plats på galapremiären och eftersom Katarina Ewerlöf inte kunde närvara så skickade hon en hälsning till publiken genom en sketch där både hon och regissörerna Henrik JP Åkesson och Mattias Olsson medverkade. Hälsningssketchen och kortfilmen Koffein ligger i sin helhet (uppdelad i två delar) på youtube.

## Rollista
- Katarina Ewerlöf
- Peter Harryson
- Bojan Westin
- Claes Månsson
- Patrik Karlson
- Caroline Ausmaa
- Sara Hjortsberg
- Karin Danielsson Bång
- Charka Red Theckla, hund